# Hauteroche (Jura)
Hauteroche is een gemeente in het Franse departement Jura (regio Bourgogne-Franche-Comté). De plaats maakt deel uit van het arrondissement Lons-le-Saunier. Hauteroche is op 1 januari 2016 ontstaan door de fusie van de gemeenten Crançot, Granges-sur-Baume en Mirebel. De gemeente telde 977 inwoners op 1 januari 2022.

## Geografie
De oppervlakte van Hauteroche bedroeg op 1 januari 2022 38,93 vierkante kilometer; de bevolkingsdichtheid was toen 25,1 inwoners per km².

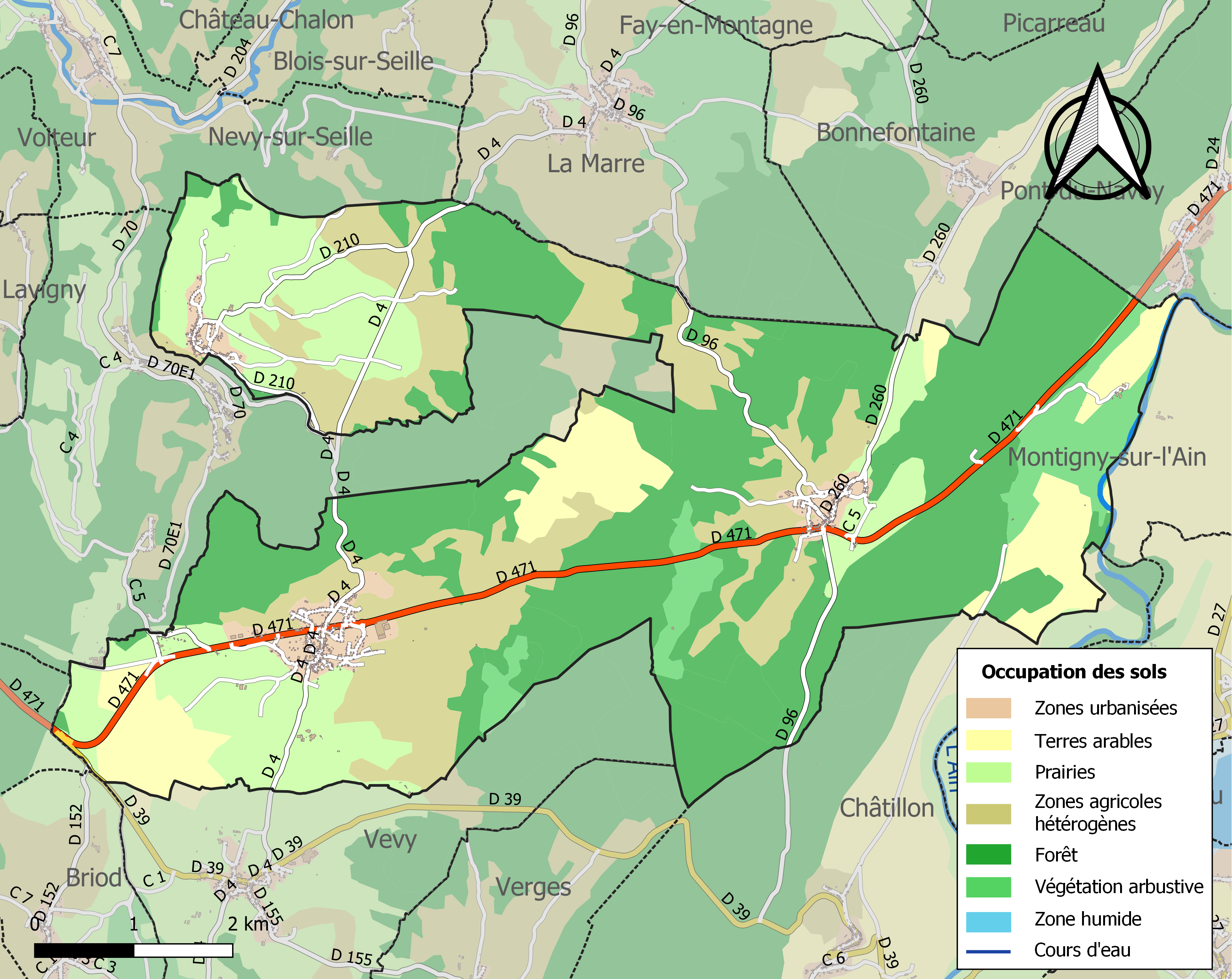
Kaart van de gemeente met de belangrijkste infrastructuur, bodemgebruik en omliggende gemeenten